# Distales intestinales Obstruktionssyndrom
Das distale intestinale Obstruktionssyndrom (DIOS, auch Mekoniumileus-Äquivalent-Syndrom) ist eine Komplikation bei Patienten mit Mukoviszidose, bei der verhärteter, eingedickter Kot im Übergangsbereich von Dünn- zu Dickdarm zu einer Obstipation führt.
Das Krankheitsbild entspricht dem Mekoniumileus des Neugeborenen, tritt allerdings erst im späteren Alter, auch bei Erwachsenen, mit kolikartigen Bauchkrämpfen auf und gilt als Notfall.

## Verbreitung
Die Häufigkeit wird mit etwa 10 bis 20 % der Mukoviszidosepatienten angegeben. Es tritt häufiger mit zunehmendem Alter auf, bei etwa 80 % zeigt sich das Syndrom erstmals im Erwachsenenalter. Die Rezidivquote liegt um die 50 %.

## Klinische Erscheinungen
Klinische Kriterien sind:
- kolikartige Bauchkrämpfe
- Patienten mit bekannter Mukoviszidose
- vermehrt auch Patienten mit zusätzlich bekannter Pankreasinsuffizienz

## Diagnose und Behandlung
Neben einer Röntgenaufnahme Abdomenübersicht und Sonografie kommen Einläufe (initial Kolonkontrasteinlauf) diagnostisch und gleichzeitig therapeutisch zur Anwendung. Zusätzlich sind Infusionen und das Trinken einer Elektrolytlösung, eventuell über eine Magensonde, angezeigt. Unter Umständen kann eine chirurgische Intervention erforderlich werden.

## Differentialdiagnostik
Abzugrenzen sind adhäsionsbedingte Dünndarmverschlüsse, eine akute Appendizitis oder eine Invagination.